# 陕西报春
陕西报春（学名：Primula handeliana）为报春花科报春花属下的一个种。